# Squatina heteroptera
Squatina heteroptera là một loài cá mập trong chi Squatina, chi duy nhất còn sinh tồn trong họ và bộ của nó. Loài này được Castro-Aguirre, Espinoza-Pérez & Huidobro-Campos miêu tả khoa học đầu tiên năm 2007.